# Wilhelm von Wedell-Piesdorf

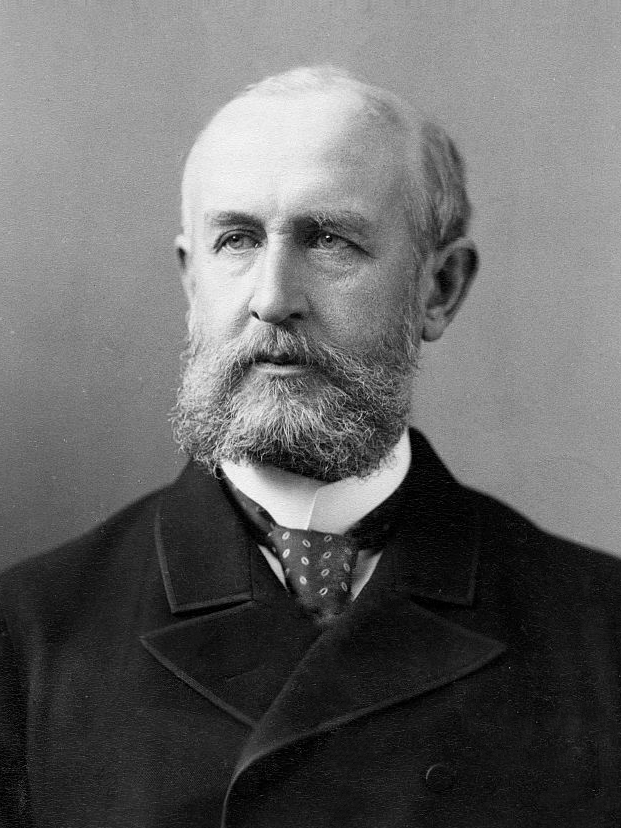
Wilhelm von Wedell-Piesdorf 1896

Karl Heinrich Magnus Wilhelm von Wedell-Piesdorf (auch Wedel-Piesdorf; * 20. Mai 1837 in Frankfurt (Oder); † 11. Juli 1915 in Berlin) war ein deutscher Großgrundbesitzer und Verwaltungsjurist sowie Politiker der Deutschkonservativen Partei. Von 1884 bis 1890 war er Mitglied des Reichstages und von 1884 bis 1888 dessen Präsident. Von 1888 bis 1907 war von Wedell preußischer Minister des königlichen Hauses und von 1912 bis 1915 Präsident des Preußischen Herrenhauses.

## Leben

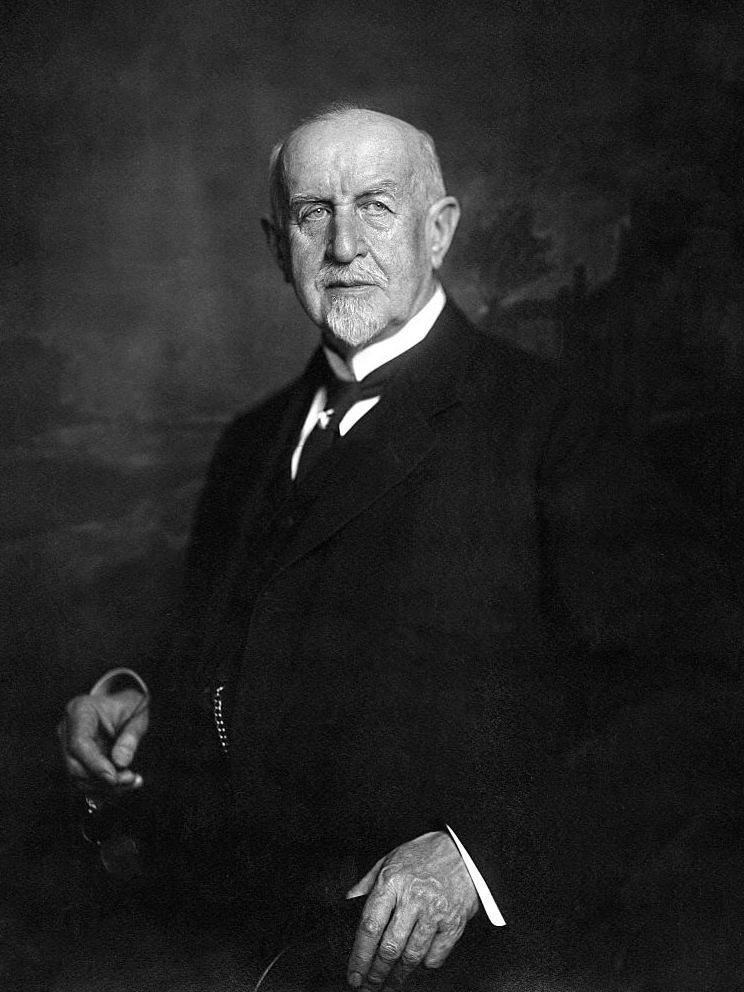
Wilhelm von Wedell-Piesdorf c. 1910

Er stammte aus der uradligen Familie von Wedel. Seine Eltern waren Busso von Wedell (1804–1874) und Pauline von der Recke (1805–1859). Wilhelm von Wedell-Piesdorf war der Bruder von Karl von Wedel-Piesdorf.
Er studierte Rechtswissenschaft zunächst an der Ruprecht-Karls-Universität Heidelberg. 1856 wurde er mit Carl von Behr, Archibald von Gramatzki, Eduard von Rindfleisch und Ernst Baedeker im Corps Saxo-Borussia Heidelberg aktiv. Als Inaktiver wechselte er an die Friedrich-Wilhelms-Universität zu Berlin.
Er trat 1858 als Auskultator in den preußischen Justizdienst, wurde Regierungsreferendar in Erfurt, Regierungsassessor in Magdeburg und dann Landrat im Kreis Wolmirstedt (1870–72) und im Mansfelder Seekreis (1871–76). Aus dem Staatsdienst schied er 1876 aus, um die Verwaltung seines Ritterguts Piesdorf (bei Könnern) zu übernehmen. Als Großgrundbesitzer war er Mitglied im Bund der Landwirte. 1881 nahm von Wedell die Berufung zum Regierungspräsidenten im Regierungsbezirk Magdeburg an, das Amt hatte er bis 1888 inne. 
Für die Konservative Partei saß er 1879–1885 als Vertreter des Wahlkreises Sangerhausen im Preußischen Abgeordnetenhaus. Von 1884 bis 1890 war er deutschkonservativer Abgeordneter im Reichstag, wo er dem Wahlkreis Regierungsbezirk Erfurt 3 (Mühlhausen-Langensalza-Weißensee) vertrat. Gleich nach seiner Wahl in den Reichstag wurde er auch zu dessen Präsidenten gewählt. 1885 wurde er zudem auf Präsentation des Verbandes des Pommerschen Schlossgesessenen Geschlechts von Wedell in das Preußische Herrenhaus berufen. Als König von Preußen ernannte Wilhelm II. ihn im Dreikaiserjahr 1888 zum Minister des königlichen Hauses, das Amt hatte er bis 1907 inne. Von 1912 bis 1915 war er Präsident des Herrenhauses. Wilhelm von Wedell war Ehrenkommendator und Ordenskanzler des Johanniterordens.
Er heiratete am 10. Januar 1871 Editha Sophie von Kotze (* 9. Januar 1843; † 19. April 1946). Die einzige Tochter Clara Pauline (* 13. Februar 1872) heiratete den Grafen Johannes von Bismarck-Bohlen (* 14. Januar 1864; † 16. Juni 1920), ein Sohn des Generals Friedrich Alexander von Bismarck-Bohlen.
Von etwa 1910 bis 1937 war in Berlin-Friedrichsfelde der Wedellplatz nach ihm benannt.